# Aygün Kazımova
Aygün Kazımova, född 26 januari  1971 i Baku, är en azerbajdzjansk sångerska.

## Diskografi

### Album
- 1997: Sevgi gülləri
- 1999: Ey mənim dünyam
- 2000: Aygün
- 2001: Sevdim
- 2004: Son söz
- 2005: Sevərsənmi?
- 2014: (Coffee from Colombia feat. Snoop Dogg)

### Samlingsalbum
- Aygün Kazımova, Vol. 1 (2008)
- Aygün Kazımova, Vol. 2 (2008)
- Aygün Kazımova, Vol. 3 (2008)
- Aygün Kazımova, Vol. 4 (2008)

### Singelettor
- İtgin gəlin[1]
- Hayat Ona Güzel[2]
- İkinci Sen[3]
- İkinci Sen (Batu Çaldıran Remix)[4]
- Unutmuşam
- Ağlım başıma gəldi[5]
- Sənə xəstəyəm
- Telafisi Yok[5]
- Petrol
- Qol
- Qoy bütün aləm bizdən danışsın
- Arama Beni[6]
- Dola mənə qolunu[7]
- Seni Böyle Sevmediler[8]
- S.U.S.[9]
- Hardasan[10]
- Yaraşdın Mənə'[11]

## Filmografi
- 1996: Yarımştat
- 1999: Yaşıl Eynəkli Adam 2
- 2001: Nekrolog
- 2002: Qış nağılı
- 2004: Tam Məxfi
- 2005: Məşədi İbad 94
- 2006: Adam Ol! 2